# Bernhard von Morsbach
Bernhard Engelbert August Morsbach, seit 1906 von Morsbach, (* 18. Dezember 1841 in Nordkirchen; † 27. Februar 1909 in Bonn) war ein preußischer Generalleutnant.

## Leben

### Herkunft
Bernhard war ein Sohn des preußischen Justizrates und Rentmeister des Grafen Plettenberg Engelbert Morsbach (1795–1859) und dessen Ehefrau Amalia, geborene Wünnenberg (1801–1842).

### Militärkarriere
Nach seiner Erziehung im elterlichen Hause und dem Besuch des Gymnasiums in Paderborn trat Morsbach am 11. Oktober 1860 als Dreijährig-Freiwilliger in das 4. Westfälische Infanterie-Regiment Nr. 17 der Preußischen Armee in Wesel ein. Bis Mitte Februar 1862 avancierte er zum Sekondeleutnant und absolvierte ab Oktober 1865 zur weiteren Ausbildung die Kriegsakademie in Berlin. Dieses Kommando musste Morsbach aufgrund des Krieges gegen Österreich 1866 unterbrechen und nahm als Adjutant des Füsilier-Bataillons an der Schlacht bei Königgrätz teil. Nach dem Friedensschluss setzte er seine Studien erfolgreich fort, versah anschließend einige Monate Truppendienst und wurde Anfang April 1869 zur Dienstleistung bei der Landestriangulation kommandiert. Unter Belassung in diesem Kommando erfolgte Mitte März 1870 seine Versetzung in das Hessische Füsilier-Regiment Nr. 80 und einen Monat später seine Beförderung zum Premierleutnant. Mit diesem Verband nahm er 1870/71 im Krieg gegen Frankreich als Führer der 5. Kompanie an der Schlacht bei Weißenburg teil. Bei Wörth wurde er verwundet und für sein Wirken Ende November 1870 mit dem Eisernen Kreuz II. Klasse ausgezeichnet.
Mitte April 1871 kehrte Morsbach in seine Friedensstellung zurück und erhielt am 3. Januar 1872 das Ritterkreuz II. Klasse des Verdienstordens Philipps des Großmütigen mit Schwertern. Am 11. Februar 1873 wurde er unter Stellung à la suite des Niederrheinischen Füsilier-Regiments Nr. 39 als Vermessungsdirigenten bei der Landestriangulation in den Nebenetat des Großen Generalstabes versetzt. In dieser Eigenschaft rückte er Ende April 1873 zum Hauptmann auf und wurde unter Belassung in seiner Stellung am 23. Januar 1875 à la suite des Generalstabes der Armee gestellt. Als aggregiert folgte am 27. März 1879 seine Versetzung nach Koblenz in das 6. Rheinische Infanterie-Regiment Nr. 68. Dort war er von Mitte Mai 1879 bis Ende Februar 1881 Chef der 5. Kompanie. Daran schloss sich unter Überweisung zum Großen Generalstab seine Versetzung in den Generalstab der Armee an, wo er wieder als Vermessungsdirigent in der Trigonometrischen Abteilung Verwendung fand. Morsbach stieg Ende März 1881 zum Major auf, wurde Anfang 1886 dem 1. Rheinischen Infanterie-Regiment Nr. 25 aggregiert und Ende August 1886 zum Kommandeur des II. Bataillons ernannt. Mit der Beförderung zum Oberstleutnant wurde er am 22. März 1888 etatmäßiger Stabsoffizier im 2. Hessischen Infanterie-Regiment Nr. 82. Unter Stellung à la suite des Generalstabes der Armee beauftragte man Morsbach am 1. Mai 1888 mit der Wahrnehmung der Geschäfte als Chef der Trigonometrischen Abteilung und ernannte ihn am 18. August 1888 zum Abteilungschef. Zugleich wirkte er ab Oktober 1888 auch als Lehrer an der Kriegsakademie und avancierte Ende März 1890 zum Oberst. Mit der Ernennung zum Kommandeur des 5. Rheinischen Infanterie-Regiments Nr. 65 trat Morsbach am 17. November 1892 in den Truppendienst zurück und wurde am 19. Dezember 1893 als Generalmajor Kommandeur der 3. Infanterie-Brigade in Allenstein. Am 10. September 1897 übernahm er als Generalleutnant die in Metz stationierte 34. Division und wurde in dieser Eigenschaft zum Ritter II. Klasse mit Stern des Roten Adlerordens mit Eichenlaub sowie Ritter I. Klasse des Kronen-Ordens ernannt. In Genehmigung seines Abschiedsgesuches wurde Morsbach am 9. Oktober 1900 mit Pension zur Disposition gestellt.
Nach seiner Verabschiedung erhob ihn Kaiser Wilhelm II. am 1. Juni 1906 in den erblichen preußischen Adelsstand.

### Familie
Morsbach hatte sich am 16. April 1874 in Recklinghausen mit Hedwig Drecker (* 1855) verheiratet. Aus der Ehe gingen folgende Kinder hervor:
- Hedwig (* 1875) ⚭ 1904 Ludwig Claren, Staatsanwalt
- Engelbert (1876–1954), deutscher Generalleutnant ⚭ 1902 Hedwig Gabriel (* 1882)
- Marie (* 1879)
- Hermann (1883–1885)
- Margarete (* 1889)